# 능주 김씨
능주 김씨(綾州金氏)는 전라남도 화순군 능주면을 본관으로 하는 한국의 성씨이다.

## 참고 자료
- “능주김씨(綾州金氏)”. 뿌리를 찾아서.[깨진 링크(과거 내용 찾기)]